# Ameles moralesi
Ameles moralesi är en bönsyrseart som beskrevs av Bolivar 1936. Ameles moralesi ingår i släktet Ameles och familjen Mantidae.

## Underarter
Arten delas in i följande underarter:
- A. m. confusa
- A. m. moralesi